# 青い三角定規
青い三角定規（あおいさんかくじょうぎ）は、1971年に結成された日本のフォークグループ。西口久美子、岩久茂、高田真理の3名で構成。作曲家のいずみたくがプロデューサーとして深く関わった。1973年に解散、2008年に再結成（詳細は後述）。

## 概要
- 1972年、日本テレビ系列で放送された青春ドラマ『飛び出せ!青春』の主題歌・「太陽がくれた季節」が売上げ100万枚を越える大ヒットとなり（メーカー公表）、同年に『日本レコード大賞』新人賞を受賞、NHK『紅白歌合戦』（第23回）にも初出場を果たす（ただし、メインボーカルが女性の西口であるにもかかわらず、紅組ではなく、白組での出場となった）。その後、メンバー間での方向性の違いから解散。
- 解散後、西口はソロ歌手・女優として活動。岩久は作曲家として活動し（主な作品に都はるみの「しあわせ岬」など）、1979年から1989年の間は秋吉久美子と結婚していたが離婚。その後、2度目の結婚をするが再び離婚。株式会社コミユズレコードで所属するミュージシャン「a-more（エーモア）」のプロデューサーとして活動している。高田は一旦は歌手として活動するも、芸能界を引退し居酒屋経営者になった。
- 解散後、いずみたくの肝いりもあって、女子高生・山尾百合子と、双子の高校生・高橋浄、高橋亘の3人で、ボーカルグループとして新「青い三角定規」が結成された。山尾本人の述懐によれば、「（当時人気絶頂だった）フィンガー5を越えよう」との意気込みで結成されたという。現に、新「青い三角定規」のデビュー曲となった「愛のテスト中」（作詞：岩谷時子、作曲：いずみたく。 c/w 行く先を聞かないで）は、フォークソングとは趣を異にする、アップテンポなポップス調の作品だったが、オリコンチャートでは最高65位止まりで、グループの活動も短期間で終わった。
- 西口の歌手活動との係わりで、懐メロ番組で散発的に再結成されたことがある。西口の歌手生活35周年を記念しての12月のディナーショーに合わせ、本格的な再結成が決まり2006年8月11日に正式な活動再開が発表されたが、同年9月11日に高田が飲酒運転で人身事故を起こして逮捕されたため、一旦白紙となった。
- 2006年9月26日、高田が転落死（飛び降り自殺とされる）。享年59。
- 高田の死後、高田の母親から西口に「素晴らしい曲がこれで聴けなくなってしまうのは寂しい」と気持ちを伝えられ、これがきっかけで岩久と西口の2人で2008年1月に再結成した。再始動第1弾LIVEが2008年2月25日に行われた。また、西口はソロ活動も続けており、2009年5月20日に、久々のソロ・ミニ・アルバムを発売[1]。2010年8月21日にはNHK『第42回思い出のメロディー』にソロで出演し「太陽がくれた季節」を披露した。
- 2021年元日にBSテレ東で放送された「日本歌手協会新春12時間歌謡祭」（12:00〜23:54）の第四部（21:00〜23:54）曲目3の最終楽曲として「太陽がくれた季節」を西口久美子がソロで熱唱した。
- 近年は西口久美子が「夢スター歌謡祭」全国各地の公演に出演し、「太陽がくれた季節」をソロで歌唱している。

## メンバー
現メンバー
- 西口久美子
- 岩久茂

旧メンバー
- 高田真理

新・青い三角定規(解散)
- 山尾百合子
- 高橋浄
- 高橋亘

## ディスコグラフィ

### シングル
- 全て日本コロムビアからリリース。
  - 青い三角定規（西口久美子、岩久茂、高田真理）

| # | 発売日      | A/B面 | タイトル                   | 作詞         | 作曲       | 編曲       | 規格品番 |
| - | ----------- | ----- | -------------------------- | ------------ | ---------- | ---------- | -------- |
| 1 | 1971年 11月 | A面   | 翼を忘れた天使たち         | 山川啓介     | いずみたく | 渋谷毅     | P-147    |
| 1 | 1971年 11月 | B面   | 愛の湖                     | 岩谷時子     | いずみたく | 葵まさひこ | P-147    |
| 2 | 1972年 2月  | A面   | 太陽がくれた季節           | 山川啓介     | いずみたく | 松岡直也   | P-164    |
| 2 | 1972年 2月  | B面   | 青春の旅                   | 山川啓介     | いずみたく | 松岡直也   | P-164    |
| 3 | 1972年 6月  | A面   | 素足の世代                 | 山川啓介     | いずみたく | 渋谷毅     | P-167    |
| 3 | 1972年 6月  | B面   | さようなら、ぼくによろしく | 山川啓介     | いずみたく | 松岡直也   | P-167    |
| 4 | 1972年 10月 | A面   | 勲章なんかほしくない       | 岡田冨美子   | いずみたく | 福井峻     | P-188    |
| 4 | 1972年 10月 | B面   | 明日になったらおそすぎる   | 山川啓介     | いずみたく | 福井峻     | P-188    |
| 5 | 1972年 11月 | A面   | 夏に来た娘                 | 岩谷時子     | いずみたく | 松岡直也   | P-203    |
| 5 | 1972年 11月 | B面   | 青春の風                   | 山川啓介     | いずみたく | 松岡直也   | P-203    |
| 6 | 1973年 2月  | A面   | ぼくらの船出               | 藤田敏雄     | いずみたく | 松岡直也   | P-211    |
| 6 | 1973年 2月  | B面   | 自由の海へ                 | あずまたつを | いずみたく | 松岡直也   | P-211    |

- 新・青い三角定規（山尾百合子、高橋浄、高橋亘）

| # | 発売日      | A/B面 | タイトル             | 作詞     | 作曲       | 編曲       | 規格品番 |
| - | ----------- | ----- | -------------------- | -------- | ---------- | ---------- | -------- |
| 1 | 1974年 6月  | A面   | 愛のテスト中         | 岩谷時子 | いずみたく | 森岡賢一郎 | P-350    |
| 1 | 1974年 6月  | B面   | 行く先を聞かないで   | 岩谷時子 | いずみたく | 森岡賢一郎 | P-350    |
| 2 | 1974年 10月 | A面   | 明日がいっぱい       | 岩谷時子 | いずみたく | 森岡賢一郎 | P-373    |
| 2 | 1974年 10月 | B面   | 人生は一度きりだから | 岩谷時子 | いずみたく | 宮本光雄   | P-373    |

### アルバム

#### オリジナル・アルバム
| 発売日        | 規格 | 規格品番   | アルバム |
| ------------- | ---- | ---------- | --- |
| 1972年5月     | LP   | JDX-83     | 太陽がくれた季節/素足の世代 A面 1. 素足の世代 2. 愛の湖 3. 結婚しようよ 4. 愛の架け橋 5. さようなら、ぼくによろしく 6. 青春の旅 B面 1. 太陽がくれた季節 2. ひとつをみんなで 3. フレンズ 4. 太陽のあいつ 5. 四つ葉のクローバー 6. 翼を忘れた天使たち |
| 2014年8月20日 | CD   | COCP-38711 | 太陽がくれた季節/素足の世代 A面 1. 素足の世代 2. 愛の湖 3. 結婚しようよ 4. 愛の架け橋 5. さようなら、ぼくによろしく 6. 青春の旅 B面 1. 太陽がくれた季節 2. ひとつをみんなで 3. フレンズ 4. 太陽のあいつ 5. 四つ葉のクローバー 6. 翼を忘れた天使たち |
| 1972年10月    | LP   | JDX-90     | 君と僕らと青春を/勲章なんかほしくない A面 1. 勲章なんかほしくない 2. 森へ帰ろう 3. 青春の風 4. 明日（トゥモロー） 5. 明日になったらおそすぎる 6. 太陽がくれた季節 7. 青春はどこに 8. 若者たち〜空にまた陽が昇るとき 9. 君の祖国を 10. 戦争を知らない子供たち 11. 友よ 12. これが青春だ 13. 遠い世界に |
| 2014年8月20日 | CD   | COCP-38712 | 君と僕らと青春を/勲章なんかほしくない A面 1. 勲章なんかほしくない 2. 森へ帰ろう 3. 青春の風 4. 明日（トゥモロー） 5. 明日になったらおそすぎる 6. 太陽がくれた季節 7. 青春はどこに 8. 若者たち〜空にまた陽が昇るとき 9. 君の祖国を 10. 戦争を知らない子供たち 11. 友よ 12. これが青春だ 13. 遠い世界に |
| 1972年10月    | LP   | JDX-96     | 青い三角定規ON STAGE 演奏はタイムファイブ、郵便貯金ホールにて収録 1. 青春の旅 2. ポケットが虹でいっぱい 3. 七つの水仙 4. ホールド・オン 5. レット・ザ・サンシャイン・イン 6. ジョン・ヘンリー 7. 青い三角定規のコマーシャル - 八木節〜 - コーリン・シャープ・ペンシルJibの歌 8. 勲章なんかほしくない 9. 愛だけ荷物に 10. 青春の歌メドレー - 翼を忘れた天使たち〜 - 若者たち〜 - 結婚しようよ〜 - 素足の世代〜 - 仲間〜 - 太陽がくれた季節 |

#### ベストアルバム
| 発売日        | 規格  | 規格品番   | アルバム |
| ------------- | ----- | ---------- | --- |
| 2003年1月1日  | CD    | COCA-70378 | コロムビア音得盤 1. 素足の世代 2. 翼を忘れた天使たち 3. 勲章なんかほしくない 4. 遠い世界に 5. 結婚しようよ 6. 戦争を知らない子供たち 7. 太陽がくれた季節 |
| 2007年8月22日 | CD    | COCP-34468 | エッセンシャル・ベスト 1. 翼を忘れた天使たち 2. 愛の湖 3. 太陽がくれた季節 4. 青春の旅 5. 素足の世代 6. さようなら，ぼくによろしく 7. 勲章なんかほしくない 8. 明日になったらおそすぎる 9. 夏に来た娘 10. 青春の風 11. ぼくらの船出 12. 自由の海へ 13. 若者たち〜空にまた陽が昇るとき 14. 戦争を知らない子供たち 15. これが青春だ |
| 2019年2月20日 | UHQCD | COCP-40710 | 青い三角定規 ゴールデン☆ベスト 1. 太陽がくれた季節 2. 翼を忘れた天使たち 3. 愛の湖 4. 青春の旅 5. 素足の世代 6. さようなら，ぼくによろしく 7. 勲章なんかほしくない 8. 明日になったらおそすぎる 9. 夏に来た娘 10. 青春の風 11. ぼくらの船出 12. 自由の海へ 13. ひとつをみんなで 14. フレンズ 15. 青春はどこに 16. これが青春だ ＜ボーナス・トラック＞ 1. 愛のテスト中 2. 行く先を聞かないで 3. 明日(あした)がいっぱい 4. 人生は一度きりだから |

### タイアップ曲
| 年     | 楽曲             | タイアップ                                |
| ------ | ---------------- | ----------------------------------------- |
| 1972年 | 太陽がくれた季節 | 日本テレビ系ドラマ「飛び出せ!青春」主題歌 |
| 1972年 | 夏に来た娘       | TBS系ドラマ「夏に来た娘」主題歌           |

## NHK紅白歌合戦出場歴
| 年度/放送回               | 回 | 曲目             | 出演順 | 対戦相手     |
| ------------------------- | -- | ---------------- | ------ | ------------ |
| 1972年（昭和47年）/第23回 | 初 | 太陽がくれた季節 | 09/23  | いしだあゆみ |

注意点
- 出演順は「出演順/出場者数」で表す。